# ОШ „Вукова спомен школа” Тршић
ОШ „Вукова спомен школа” основна школа у Тршићу.

## Опште информације
Основнашкола „Вукова спомен школа“ грађена је 1964. године и 1986. године, а подигнута на парцели чија је површина 7144 m2 од чега је: под објектима 2144,00 m2 школско двориште 5000 m2. Укупна површина зграде је распоређена је на: 2 учионице и 5 кабинета за: математику и физику, биологију и хемију, српски језик, техничко образовање и информатику. У школи постоји и фискултурна сала са свлачионицама, галерија и летња позорница. Школа има и 2 отворена асфалтирана терене за мали фудбал, рукомет и кошарку. У оквиру школе су и библиотека са читаоницом.
У току је изградња мултифункционалног – вишенаменског центра.

## Историјат[2]
Прва школска зграда завршена је 1908. године и тада школа почиње званично са радом. Располагала је са једном учионицом и станом за учитеља. Носила је назив «Државна народна школа Вукова».
Током претходних ратова у школи се налазила импровизована болница српске војске. Због истих разлога школа није радила од 1912-1920. године.
Током Другог светског рата под најездом Немачке казнене експедиције школска зграда је знатно оштећена, а библиотека спаљена.
Уз сагласног Народног одбора општине у Лозници 1956. године формиран је Грађевински одбор за подизање Вукове спомен школе. Како је школска зграда испуцала а самим тим представљала опасност за децу, јер се сваког тренутка могла срушити, настава се одвијала у згради Вуковог дома културе.
Председник одбора Милорад Бањанац, обратио се кабинету председника Републике и добио одговор под бројем 06.-2119 од 11. априла 1963. године. Одговор је представљао обавештење по ком Савет за културу НРС својим програмом обележавања стогодишњице Вукове смрти предвиђа изградњу Вукове спомен школе у Тршићу. Школску зграду подигнуту 1964. године пројектовао је Мате Бајлон, архитекта из Београда, а подигнута је на новој локацији поред Жеравије. Школа је отворена у септембру исте године и радила је као четвороразредна. Поступно је прерастала у осморазредну, а прва генерација ученика осмог разреда изашла је школске 1974/75. године.
За јубилеј – 200 година од рођења Вука Караџића школа је надограђена. Изграђено је 1200 м2 новог простора у коме се нашла Спомен библиотека, галерија, вишенаменска сала и кабинети. Посебна драгоценост су књиге са посветом наших познатих писаца поклоњене при посети Тршићу, као и  колекција уметничких слика чији су аутори познати ликовни уметници из целе Југославије осамдесетих година.

## Награде и признања
Основна школа «Вукова спомен школа» добитник је више признања како за рад тако и за хуманост. То су: Републичка повеља и плакета за рад, Сребрна плакета за хуманост добијена од ЦК Србије, Похвала Вукове задужбине за допринос организацији сабора, Повеља «Вук Караџић» за допринос унапређивању васпитно-образовног рада добијена на нивоу општине, затим признање -Зелени лист за најуређенију школску средину. Канцеларија за веронауку Епархије шабачке Храм св. Архангела Михаила Вуков Тршић доделила је тршићку повељу нашој школи за ширење духовности и верске културе. За врхунска остварења у развоју образовања и националне културе 7. 11. 2009. додељена нам је Вукова повеља од Педагошког покрета Србије.

## Догађаји[3]
- Вуков Сабор (септембар)
- Безбедност деце у саобраћају (септембар)
- Крос за ученике (октобар)
- Дечија недеља (октобар)
- Борба против болести зависности (током године)
- Дан школе (8. новембар)
- Дан борбе против СИДЕ (1. децембар)
- Свети Сава (27. јануар)
- Сретењски устав (15. фебруар)
- Пролећни крос (април)
- Ђачки Вуков сабор (мај)
- Републичко такмичење из српског језика и језичке културе (мај)
- Ликовна колонија (летњи распуст)